# František Blabolil
František Blabolil (1. července 1904, Jindřichův Hradec - 2. září 1942, Berlín) byl československý voják, účastník protinacistického odboje.

## Mládí
Narodil se 1. července 1904 v Jindřichově Hradci. Po maturitě na státním gymnáziu v J. Hradci v roce 1923 byl odveden a 1. října téhož roku prezentován v Českých Budějovicích. Již 4. října nastoupil do Vojenské akademie v Hranicích. Po absolvování akademie byl 15. srpna 1923 vyřazen v hodnosti poručíka pěchoty. Do 30. září 1925 sloužil u pěšího pluku v Písku jako velitel čety. Od 1. října 1925 do 12. srpna 1926 absolvoval aplikační školu pro pěchotu v Milovicích. Po nedokončeném kurzu pro letecké pozorovatele byl ještě v srpnu odeslán zpět do Písku. Od 15. září 1928 do 29. září 1930 působil v Košicích, kde byl povýšen na nadporučíka a absolvoval několik dalších kurzů, včetně kurzu útočné vozby. Poté složil řidičské zkoušky na osobní a nákladní vozidla a motocykly. Od 30. září 1930 byl přemístěn k pluku útočné vozby v Milovicích. Zde prošel řadou funkcí. Od 4. listopadu 1935, již v hodnosti kapitána nastoupil na Vysokou školu válečnou v Praze. na podzim 1936 byl ale odeslán do Francie, kde v Paříži nastoupil na Vysokou školu válečnou. Tu absolvoval 31. července 1937. Od 31. srpna 1938 nastoupil, již v hodnosti štábního kapitána do Jihlavy jako přednosta 4. oddělení štábu. Po reorganizaci na podzim 1938 byl přidělen k velitelství 2. rychlé divize v Brně, kde sloužil až do německé okupace Čech a Moravy.

## Protektorát Čechy a Morava
Po okupaci a následné likvidaci čs. branné moci pracoval od 1. srpna do 1. prosince 1939 u Zemského soudu v Brně jako administrativní komisař. Zároveň působil v domácím odboji. V Obraně národa vykonával funkci náčelníka štábu Oblastního velitelství ON Morava. V jeho působnosti bylo zajišťování spojení a materiálního vybavení budoucích jednotek. Zároveň udržoval spojení s řadou odbojářů z řad bývalé československé armády.
Dne 1. prosince 1939 byl v Brně zatčen gestapem. Vězněn byl v Brně, Vratislavi, Wohlau a v Berlíně ve věznici Alt Moabit. Dne 3. prosince 1941 byl za zločin velezrady a zemězrady odsouzen před lidovým soudem (Volksgericht) v Berlíně k trestu smrti. Společně s ním byli za odbojovou činnost souzeni: Otto Francl (doživotí), Jaroslav Konopásek (5 let káznice), Václav Lysák (trest smrti) a Václav Kratochvíl (6 let káznice). František Blabolil byl popraven 2. září 1942 v Berlíně-Plötzensee.

## Po osvobození
V roce 1946 byl in memoriam povýšen do hodnosti podplukovníka GŠ. Jeho jméno je uvedeno na pomníku padlým a popraveným absolventům VŠV před MO v Praze.

## Vyznamenání
- Československý válečný kříž 1939